# Sbarro Astro
La Sbarro Astro è un'autovettura sportiva costruita da Franco Sbarro nel 1992.

## Sviluppo
La vettura venne realizzata nel 1992 su commissione dell'ottico svizzero Frank Verkhauser. Inizialmente Sbarro si era rifiutato di sviluppare il veicolo in quanto era impegnato nell'apertura dell'Espace Sbarro di Grandson, ma dopo che fu informato del fatto che il suo cliente era malato di cancro, decise di costruire il mezzo.

## Tecnica
La vettura aveva un design volto ad offrire il minore coefficiente aerodinamico possibile. Lungo le fiancate erano presenti delle prese d'aria per il raffreddamento del motore e l'impianto luci era costituito da due piccoli fari posti poco al di sotto del parabrezza. 
Aveva una notevole dotazione elettronica che comprendeva un navigatore satellitare TSO, un display SONY, un videoregistratore, una tastiera retrattile, un telefono e un sistema hi-fi con lettore CD.
Il propulsore era derivato dalla Ferrari 308 GTS ed era stato fornito di quattro carburatori Weber per ottenere la potenza di 275 cv. Come il motore, anche il cambio manuale a cinque rapporti era derivato dalla 308, mentre i l'impianto frenante era costituito da freni a disco ventilati.